# جورجيا هيس
جورجيا هيس (بالإنجليزية: Georgia Hase)‏ هي مسيرة رياضية أمريكية، ولدت في 31 ديسمبر 1938، وتوفيت في 31 يوليو 2015.